# Alexander Råå
Alexander Råå, född 1692, död 1758 i Blentarps församling, Malmöhus län, var en svensk bildhuggare och målare verksam under 1700-talets förra hälft. 

## Biografi
Alexander Råå var son till bildhuggaren Anders Olsson Råå och Marna Råå samt bror till bildhuggarna Ola och Petter Råå. Han var efter sitt giftermål 1715 bosatt i Ystad men flyttade senare till Blentarps socken där han var verksam som bildhuggare för olika skånska kyrkor. Bland hans arbeten märks en predikstolsbaldakin för Vanstads kyrka 1724, en altartavla för Lemmeströ kyrka 1729, en altartavla för Östra Tommarps kyrka 1732 och en funt i form av Johannes Döparen för Östra Tommarps kyrka 1734, predikstol med baldakin för Fru Alstads kyrka 1739 samt reparationer av skulpturala arbeten i olika skånska kyrkor.